# Mylabris quinquemaculata
Mylabris quinquemaculata is een keversoort uit de familie van oliekevers (Meloidae). De wetenschappelijke naam van de soort is voor het eerst geldig gepubliceerd in 1924 door Okamoto.